# Jamil Mahuad
Jorge Jamil Mahuad Witt (Loja, Equador, 29 de juliol de 1949), és un polític equatorià, que fou president de l'Equador entre els anys 1998 i 2000.
Líder del partit Democràcia Popular a la zoa de la sierra, Jamil Mahuad va ser diputat i alcalde de Quito abans d'arribar a la presidència del seu país. Com a diputat va ser objecte d'una forta agressió per part de familiars i coidearis del llavors pròfug de la justícia Abdalá Bucaram, que esperava una amnistia per part del Congrés.
A inicis dels noranta, Mahuad assumeix el càrrec de batlle de Quito, que li atorga gran prestigi per la provisió gairebé total de serveis públics, la construcció d'un sistema troncal de transport mitjançant de troleibusos i la modernització de l'ajuntament. El 1997 participa activament en les jornades de protesta per defenestrar al president de la República Abdalá Bucaram. El 1998 guanya les eleccions presidencials i s'inaugura amb la signatura de l'acord de pau amb Perú, el 26 d'octubre de 1998.
Durant el seu mandat van fer fallida una dotzena de bancs equatorians i un nombre similar d'altres institucions del sistema financer. Mahuad va expedir una llei de "salvament bancari" que va drenar recursos públics per ajudar els inversors del bancs privats. La protecció de Mahuad als bancs en fallida va provocar un bloqueig dels dipòsits i una virtual fallida del sistema econòmic. L'excés d'impressió de diners per afrontar les obligacions del procés de salvament bancari va provocar que la inflació es disparés i la crisi de l'economia va disparar la cotització del dòlar. Després de la major crisi econòmica dels últims setanta anys, Mahuad va assumir com a sortida improvisada l'adopció del dòlar americà en substitució de la moneda nacional -el sucre- el 9 de gener del 2000.
El 21 de gener va ser deposat per un cop d'estat militar-indígena liderat pel coronel Lucio Gutiérrez, essent reemplaçat pel seu vicepresident Gustavo Noboa. Mahuad va sortir del país per residir als EUA Té pendents càrrecs per diversos actes governamentals, principalment pel congelament dels dipòsits.